# Queen on Fire – Live at the Bowl
Queen On Fire - Live at the Bowl este un dublu album live al formației engleze Queen, lansat pe 25 octombrie 2004 în Europa și pe 9 noimebrie 2004 în America de Nord.
A fost înregistrat live la National Bowl, Milton Keynes, Regatul Unit, pe 5 iunie 1982 în timpul turneului european Hot Space. De asemenea, a fost lansat și un DVD ce conține concertul și material bonus cum ar fi interviuri cu formația și secvențe din alte concerte ale turneului.
În 2005, albumul a fost lansat și ca triplu LP, ca toate celelalte albume Queen.
În chart-urile britanice, CD-ul a ajuns pe poziția maximă 20 iar DVD-ul pe 1, în timp ce în Statele Unite, nici albumul și nici DVD-ul nu au apărut în chart-uri.

## Track listing

### Discul 1
1. Flash (May)
2. The Hero (May)
3. We Will Rock You (Fast) (May)
4. Action This Day (Taylor)
5. Play the Game (Mercury)
6. Staying Power (Mercury)
7. Somebody to Love (Mercury)
8. Now I'm Here (May)
9. Dragon Attack (May)
10. Now I'm Here (Reprise) (May)
11. Love of My Life (Mercury)
12. Save Me (May)
13. Back Chat (Deacon)

### Discul 2
1. Get Down, Make Love (Mercury)
2. Guitar Solo (May)
3. Under Pressure (Queen/Bowie)
4. Fat Bottomed Girls (May)
5. Crazy Little Thing Called Love (Mercury)
6. Bohemian Rhapsody (Mercury)
7. Tie Your Mother Down (May)
8. Another One Bites the Dust (Deacon)
9. Sheer Heart Attack (Taylor)
10. We Will Rock You (May)
11. We Are the Champions (Mercury)
12. God Save the Queen (Trad. arr. May)

## material bonus pe DVD
- interviu în culise la Milton Keynes Bowl
- interviu cu Freddie Mercury
- interviuri cu Brian May și Roger Taylor
- melodii din concertul de la Stadthalle, Viena, Austria din 12 mai 1982
  1. Another One Bites the Dust
  2. We Will Rock You
  3. We Are the Champions
  4. God Save the Queen
- melodii din concertul de la Seibu Lions Stadium, Tokyo, Japonia de pe 3 noiembrie 1982
  1. Flash / The Hero
  2. Now I'm Here
  3. Impromptu
  4. Put Out the Fire
  5. Dragon Attack
  6. Now I'm Here (Reprise)
  7. Crazy Little Thing Called Love
  8. Teo Torriatte (Let Us Cling Together)
- galerie foro (Calling All Girls)

## Personal
- Freddie Mercury – voce, pian, chitară acustică la "Crazy Little Thing Called Love"
- John Deacon – chitară bas, chitară ritmică la "Staying Power", voce de acompaniament la "Somebody to Love"
- Roger Taylor – baterie, percuție, voce și voce de acompaniament
- Brian May – chitară solo, voce și voce acompaniament, pian la "Save Me"
- Morgan Fisher – clape
- Justin Shirley-Smith	– producător mix
- Kris Fredriksson – pro tools hd
- Mack	– inginer de înregistrare
- Mick McKenna – inginer de înregistrare secund
- Kevin Metcalfe	 – mastering
- Richard Gray – design copertă
- Denis O'Regan – fotograf

## Chart-uri

### Album
| Poziție în chart | Țări                |
| ---------------- | ------------------- |
| 20               | Regatul Unit (gold) |
| 23               | Austria (gold)      |
| 52               | Elveția             |
| 74               | Olanda              |
| 75               | Franța              |
| 85               | Japonia             |

### DVD
| Poziția în chart | Țări |
| ---------------- | --- |
| 1                | Austria (gold); Belgia; Germania (4 săptămâni, 2x platinum); Italia; Japonia (pe chart-ul internațional); Suedia; Regatul Unit (2 săptămâni, 3x platinum) |
| 2                | Noua Zeelandă; Portugalia (2x platinum) |
| 4                | Norvegia |
| 5                | Franța |